# Gerardo Romano (pelotari)
Gerardo Gabriel Romano (n. Azul, Buenos Aires, Argentina; 3 de julio de 1956 - f. Mar del Plata, Buenos Aires, Argentina; 13 de enero de 2005), padre de 3 hijos fue un pelotari argentino ganador de dos medallas de oro en los Campeonatos Mundiales de Pelota Vasca y una medalla de oro en los Juegos Olímpicos de Barcelona 1992, donde se incluyó a la pelota vasca como deporte de exhibición. 
Era conocido como, «el loco», fue un notable zaguero que brilló en la especialidad trinquete con pelota de goma y fue declarado por expertos "el mejor Zaguero de la Historia mundial" de este deporte.
Romano empezó a jugar a los 11 años en el club Remo, de Azul. Más tarde se consagró campeón argentino juvenil y se instaló en Buenos Aires donde logró sus primeros campeonatos metropolitano y argentino, acompañado por Arnaldo Olite. Otro delantero con el que formó una pareja exitosa fue Fernando Elortondo. También se destacó jugando Paddle donde ganó varios torneos nacionales.
Hizo su primer debut el 9 de julio de 1970 en Euskal Jai Berri, España.
Fue varias veces campeón nacional, quíntuple campeón mundial y ganador de una medalla de oro en los Juegos Olímpicos de Barcelona 92, donde la pelota fue deporte exhibición, junto con Juan Miró y los hermanos Reinaldo y Eduardo Ross y medalla de oro y bronce en lo Juegos Panamericanos 95. Ganó el campeonato del mundo en México y el torneo internacional de París junto con Eduardo Ross.
Obtuvo también dos medallas de oro en los Juegos Panamericanos de 1995 en Mar del Plata, donde la pelota vasca fue incluida entre los deportes oficiales.
En 1989, recibió el Premio Olimpia de Plata, como mejor pelotari argentino del año (también fue ternado al Olimpia de Plata en los años 1990, 1992, 1993, 1995) y en 1990 el Diploma al Mérito de la Fundación Konex como uno de los 5 mejores pelotaris de la década. 
Además de competir con gran éxito, Romano se preocupó por la difusión de la actividad: "La pelota -decía- es tan argentina como el asado o el mate. Es el deporte que más títulos del mundo le brindó al país, pero a pesar de ello se encuentra muy olvidado. En el interior es seguido por mucha gente y en cada pueblo hay una cancha.

## Palmarés

### Campeón mundial
- 1982, México: trinquete, paleta goma
- 1994, San Juan Luz: trinquete, paleta goma

### Juegos Olímpicos de Barcelona 1992 (deporte exhibición)
- Paleta goma en trinquete: medalla de oro

### Juegos Panamericanos
- 1991 (La Habana): paleta goma en trinquete; medalla de oro
- 1991 (La Habana): paleta goma en frontón; medalla de plata

### Campeonato Panamericano de Pelota Vasca
- 1993 (La Habana): paleta goma en trinquete; medalla de oro